# Репкин, Виктор Павлович
Репкин Виктор Павлович (род. 9 сентября 1938, Садовое, Воронежская область) — депутат Государственной Думы Федерального Собрания РФ первого созыва, заместитель председателя комитета по аграрным вопросам, член фракции АПР.  

## Биография
Родился 9 сентября 1938 года в с. Садовое Аннинского района Воронежской области. В 1965 году окончил Воронежский сельскохозяйственный институт.
Трудовую деятельность начал в 1956 году токарем на сахарном заводе. Работал агрономом, главным агрономом, директором совхоза, заместителем начальника районного управления сельского хозяйства.
С 1974 по 1976 год — начальник ПМК «Меливодстрой». Был председателем райисполкома (1976—1978), первым секретарем райкома КПСС (1978—1987).
С 1987 по 1992 год — заведующий отделом цен исполкома Липецкого областного Совета. С 1992 по 1993 год — начальник управления сельского хозяйства администрации Липецкой области.
Депутат Государственной Думы Федерального Собрания РФ первого созыва (11 января 1994 — 15 января 1996). Являлся заместителем председателя комитета Думы по аграрным вопросам, членом фракции АПР. 
Председатель Липецкой областной организации «Аграрная партия России».
В 1995 году баллотировался в депутаты Государственной Думы РФ второго созыва
С 1995 до 1998 года — начальник Государственной продовольственной корпорации администрации Липецкой области., заместитель Главы администрации Липецкой области. 
Имеет множественные государственные награды[уточнить].

## Личная жизнь
В 1966 году женился на Репкиной (Гореловой) Н. И. Дочери: Светлана (1966 г.р.) и Юлия (1974 г.р.). Внук: Виктор (1996 г.р.)